# Rasalhague
Rasalhague of Ras Alhague (alpha Ophiuchi) is de helderste ster in het sterrenbeeld Slangendrager (Ophiuchus).
De ster maakt deel uit van de Siriusgroep